# Craterul Zhamanshin
Craterul Zhamanshin este un crater de impact meteoritic în Kazahstan.

## Date generale
Acesta are 14 km în diametru și are vârsta estimată la 900,000 ± 100,000 ani (Pleistocen). Craterul este expus la suprafață.
Se crede că craterul Zhamanshin este situl celui mai recent eveniment de amploare a unui impact meteoritic, care ar fi putut produce o perturbare comparabilă cu cea unei ierni nucleare, dar nu a fost suficient de mare pentru a fi cauzat o extincție în masă.

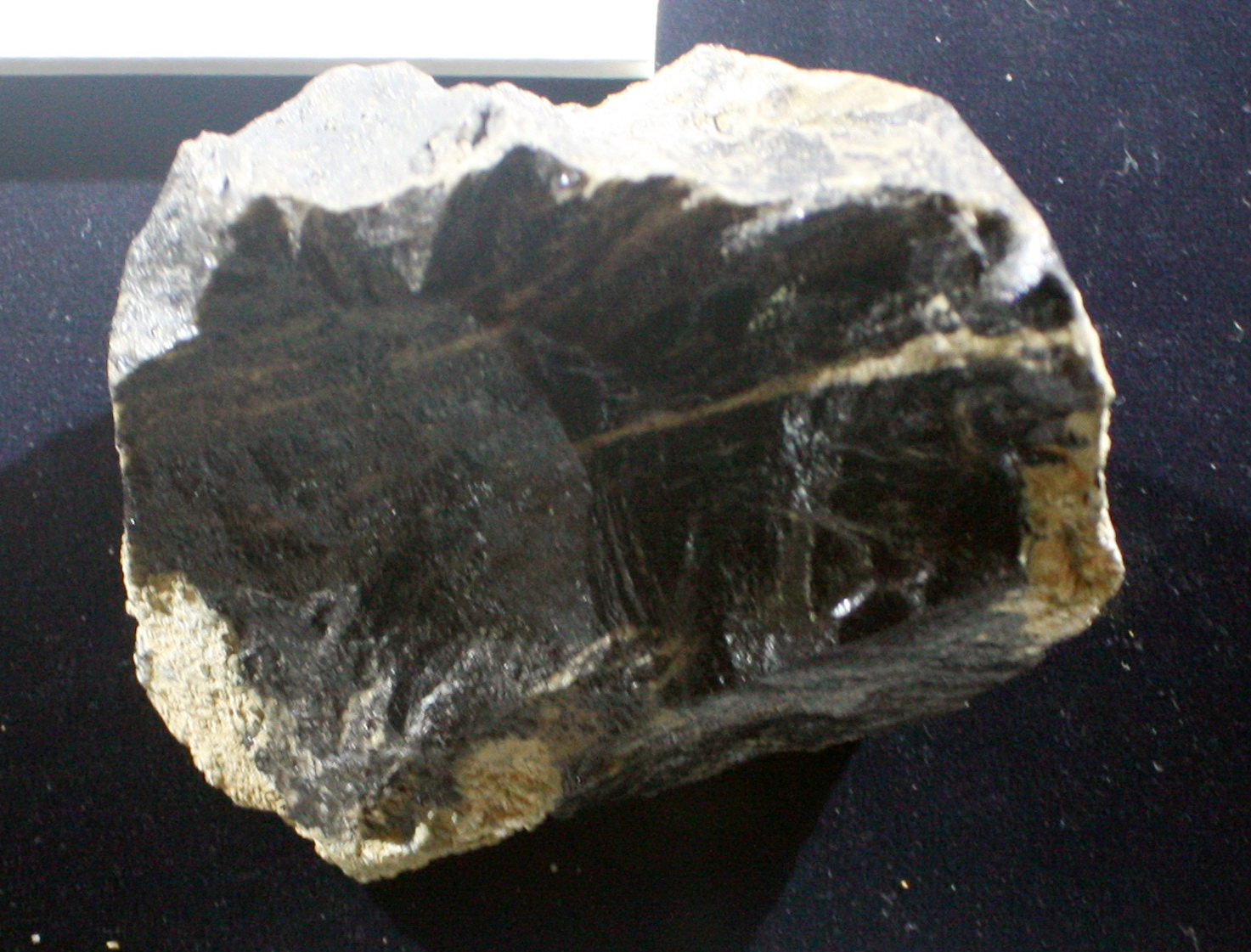
Sticlă de impact din Craterul Zhamanshin